# ساحة الحرية (بنغازي)
ساحة الحرية في بنغازي، ليبيا وهي الساحة التي بدأ فيها اعتصام مناوئ لحكم العقيد معمر القذافي أثناء ثورة 17 فبراير، حيث اعتصموا فيها يوميا بأعداد غفيرة لتحقيق مطالبهم في إنهاء حكم القذافي الممتد ل42 سنة وإنشاء دولة ديمقراطية في ليبيا.
كانت الساحة الواقعة قبالة كورنيش المدينة على ساحل البحر المتوسط تعرف باسم ساحة أو ميدان المحكمة ولكن بعد ثورة 17 فبراير عرفت باسم ساحة الحرية وأحيانا ساحة التحرير.